# Konkursverwaltung
Im schweizerischen Recht vertritt die Konkursverwaltung die Konkursmasse (Art. 240 SchKG) und führt das Konkursverfahren durch.
Rechtsgrundlage bilden insbesondere das Bundesgesetz über Schuldbetreibung und Konkurs (SchKG), die Verordnung über die Geschäftsführung der Konkursämter (KOV) und die Verordnung des Bundesgerichts über die Zwangsverwertung von Grundstücken (VZG).
Im ordentlichen Konkursverfahren sind neben dem Konkursamt die Gläubigerversammlung und gegebenenfalls der Gläubigerausschuss die maßgeblichen Verwaltungsorgane. Die Konkursverwaltung handelt im Namen und für die Aktivmasse und vertritt diese vor Gericht. Die Konkursverwaltung zieht unbestrittene, fällige Forderungen ein. Sie ist berechtigt vor der zweiten Gläubigerversammlung Vermögensgegenstände zu verwerten, wenn diese einem Wertverfall unterliegen. Die Einberufung der zweiten Gläubigerversammlung erfolgt nach Prüfung der Konkurseingaben und Erstellung des Kollokationsplanes durch die Konkursverwaltung. Hierfür prüft die Konkursverwaltung sämtliche Eingaben der Gläubiger und ordnet die Gläubiger dem Rang nach, Art. 219 Abs. 4 SchKG.
Die Verwertung der Konkursmasse obliegt nach Art. 259 SchKG der Konkursverwaltung und erfolgt in der Regel durch Steigerung gem. Art. 256 SchKG.
Anstelle des Konkursamts kann die Gläubigerversammlung eine ausseramtliche Konkursverwaltung einsetzen (Art. 237 Abs. 2 SchKG). Deren Verfügungen sind ebenfalls beschwerdefähig.